# Tha Block Is Hot (chanson)
Singles par Lil Wayne
Back That Thang Up
(1999)
Tha Block Is Hot est le premier single du rappeur de Nouvelle-Orléans Lil Wayne, sorti le 23 septembre 1999. La chanson est un extrait de l'album Tha Block Is Hot sorti la même année.
Il est la 50e place du classement VH1′s 100 Greatest Hip-Hop Songs. 
Tha Block Is Hot est certifié double disque de platine par la Recording Industry Association of America.

## Liste des pistes
CD Maxi Cash Money Records U5P 1618
1. Tha Block Is Hot (Radio) - 4:13
2. Tha Block Is Hot (Squeaky Clean Radio) - 4:13
3. Tha Block Is Hot (Instrumental) - 4:13
4. Tha Block Is Hot (Dirty) - 4:13

Vinyle 12" Cash Money Records U5P 1618
Face A
1. The Block Is Hot (Dirty) - 4:13
2. The Block Is Hot (Radio) - 4:13

Face B
1. The Block Is Hot (Instrumental) - 4:12
2. The Block Is Hot (Squeaky Clean Radio) - 4:12

## Classements
| Chart (1999-2000)                    | Meilleur position |
| ------------------------------------ | ----------------- |
| U.S. Billboard Hot 100               | 72                |
| U.S. Billboard Hot R&B/Hip-Hop Songs | 24                |
| U.S. Billboard Hot Rap Singles       | 27                |